# James Pender
James Pender – szkocki bokser, mistrz Wielkiej Brytanii w kategorii lekkopółśredniej z roku 1990, mistrz Szkocji w kategorii lekkopółśredniej w roku 1988 i 1995 oraz wicemistrz z roku 1985, wielokrotny uczestnik mistrzostw świata oraz mistrzostw Europy.
Trzykrotnie reprezentował Szkocję na Igrzyskach Wspólnoty Narodów w roku 1986, 1990 i 1994. Najlepsze rezultaty osiągnął w 1986 i 1994, kończąc rywalizację na ćwierćfinałach. W marcu 1992 uczestniczył w turnieju kwalifikacyjnym dla Europy Letnie Igrzyska Olimpijskie 1992, ale nie zdobył kwalifikacji, przegrywając w 1/16 finału z Anglikiem Peterem Richardsonem.
W 1993 i 1995 rywalizował na mistrzostwach świata. W 1993 odpadł w 1/16 finału, przegrywając po dogrywce z Rosjaninem Olegiem Saitowem, a w 1995 również w 1/16 finału, przegrywając z Oktayem Urkalem. 
Nigdy nie zadebiutował jako bokser zawodowy.